# Francisco de la Barca Maldonado
Francisco de la Barca Maldonado (Jerez de la Frontera, c. 1499-6 de enero de 1572), religioso dominico, lector de Artes y Teología, que desempeñó los más importantes puestos dentro de la Orden de Predicadores en Andalucía durante el siglo XVI.

## Reseña biográfica
Poco se sabe de la biografía de Francisco de la Barca Maldonado. Se conoce que profesó en Jerez el 5 de agosto de 1515 de manos del prior del Convento de Santo Domingo Fray Cristóbal de Guzmán. En esa época, la toma de votos requería de una edad mínima de 16 años. Sus dotes para el estudio y múltiples virtudes lo hicieron merecedor de la plaza de colegial que mantenía el Convento de Jerez en el Colegio de San Gregorio de Valladolid durante la supresión de docencia de las instituciones de los Predicadores, donde llegó a ser Consiliario. Esta supresión temporal se debió al período claustral dictado en 1478 por Fray Alonso de San Cebrián según mandato de Isabel I de Castilla.
Una vez restituida la institución de enseñanza de los dominicos en Jerez, alrededor de 1544, de la Barca Maldonado impartiría Artes y Teología, donde obtuvo el Magisterio por su excepcionalidad tanto en conocimientos naturales como teológicos. La facultad de Artes comprendía tres cátedras: dialéctica, filosofía natural y metafísica; mientras que la facultad de Teología constaba de dos: teología especulativa y teología moral.
El Maestro Francisco de la Barca Maldonado gobernaría por dos veces el Convento de Jerez, así como otros de Andalucía. Según la regla de los Padres Predicadores, el periodo de cada gobierno era de tres años. Por el contrato firmado para la ejecución de la Capilla de la Consolación, de 8 de septiembre de 1537, se sabe que de la Barca Maldonado era por entonces el prior del convento. El segundo priorato coincidiría con la firma el 21 de noviembre de 1558 de un contrato de obra del retablo mayor con Roque Balduque.
Resulta relevante su labor como prior y primer rector de la Universidad de Almagro y la creación de una casa de las arrepentidas en Sevilla donde ayudaba a prostitutas gracias a la financiación de don Juan Alonso, duque de Medina Sidonia.
Se dice que fue austero y cercano a su comunidad, así como muy venerado por el pueblo, que lo trataba como a un santo, de ahí que a su entierro acudiese gran parte de la ciudad.

## Filosofía Natural yAlquimia
La ciudad de Jerez de la Frontera es rica en arquitectura simbólica, en especial dentro de los programas jeroglíficos renacentistas erigidos entre 1536 y 1550, momentos en los que la presencia de Francisco de la Barca Maldonado cobra especial importancia por su renombre como teólogo y lector de Artes, es decir, de filosofía natural y metafísica. Tal y como demuestra Saulo Ruiz Moreno en su obra Alquimia en Jerez, los programas simbólicos presentes en la iglesia de Santo Domingo estaban firmados por el prior y correspondía exclusivamente a él su diseño, por lo que no hay duda de su autoría intelectual. En cuanto a las obras civiles del momento, tales como el Palacio de Riquelme o la casa de Ponce de León, solían diseñarse con el beneplácito de algún intelectual de renombre, que podría corresponder al prior dominico como confesor y consejero de gran parte de la nobleza jerezana de mediados del siglo XVI, algo que unido al estrecho vínculo hermético existente entre estos conjuntos arquitectónicos, hace deducir a Ruiz Moreno que el valioso patrimonio alquímico renacentista de Jerez debe en gran parte su origen al intelecto de Fray Francisco de la Barca Maldonado, que ejecutaba siempre sus obras filosóficas con el mismo alarife de confianza, Fernando Álvarez.